# جون أ. روكويل
جون أ. روكويل هو قاضي ومحامي وسياسي أمريكي، ولد في 27 أغسطس 1803 في نورويتش في الولايات المتحدة، وتوفي في 10 فبراير 1861. نشط حزبياً في حزب اليمين. وقد انتخب عضو مجلس النواب الأمريكي ‏.